# Archivo Histórico General del Aire
El Archivo Histórico del Ejército del Aire es una unidad del Ejército del Aire de España cuya misión es conservar la documentación histórica del mismo. Es uno de los ocho Archivos Nacionales que forman el Sistema Archivístico de la Defensa.

## Historia

Distintivo del Servicio Histórico y Cultural del Ejército del Aire (SHYCEA), organismo del que depende el Archivo Histórico del Ejército del Aire.

Fue creado por Decreto 2396/1972 de 18 de agosto con la doble denominación de General e Histórico, bajo la dependencia de la desaparecida Subsecretaría del Aire. En la actualidad se encuadra dentro del Servicio Histórico y Cultural del Ejército del Aire (SHYCEA).
Este Decreto establecía que el Archivo clasificaría y custodiaría todos los documentos producidos por el Ejército del Aire que tuvieran treinta años de antigüedad o más y fueran considerados de valor histórico. Después se disminuiría la antigüedad de los fondos a veinte años para adecuarla a la reglamentación archivística de la Defensa.
Existen varias excepciones. Una de ellas son los expedientes personales de la tropa que hizo el Servicio Militar en el Ejército del Aire y la otra la de unidades desactivadas y cuya documentación se ha incorporado al archivo.

## Ubicación
Se encuentra ubicado en el Castillo de Villaviciosa de Odón, cerca de Madrid, construido en 1496 por los Marqueses de Moya, destruido por los comuneros en 1520 y reconstruido de nuevo poco después. Fue adquirido por el Ministerio de Defensa.

## Organización
Los fondos de los que dispone el Archivo están organizados en las siguientes divisiones:
- Fondos de la Aeronáutica Militar
- Fondos de la Guerra Civil
- Fondos del Ministerio del Aire y Cuartel General del Aire
- Fondos de las Regiones y Zonas Aéreas
- Fondos de Personal
- Fondos de Justicia
- Archivos Privados: Familiares, Personales, Entidades, Empresas, etc.
- Fondos Especiales